# Réserve humide d'Azraq
La réserve humide d'Azraq est une réserve naturelle situé près de la ville d'Azraq dans l'est de la Jordanie.

## Histoire
La zone humide s'est créée il y a 250 000 ans par des aquifères provenant de changements géologiques. La ville d'Azraq a été, depuis des très anciens, au croisement des routes de commerce humain et des migrations d'oiseaux. Les millions de mètres cubes d'eau fraîche ont attiré les caravanes de chameaux qui transportaient des épices et des herbes entre l'Arabie, la Mésopotamie et la Syrie. Des millions d'oiseaux migrateurs se sont arrêtés à Azraq lors de leur trajet entre l'Afrique et l'Europe. 
Néanmoins, à partir des années 1960, l'eau commença à être pompée dans la zone humide pour être apportée à la population en forte croissance d'Amman. L'oasis d'Azraq est désigné site Ramsar le 10 janvier 1977. En 1978, la Société royale pour la conservation de la nature fit de cette zone d'Azraq une réserve humide. En 1992, les sources se tarirent malgré tout quand les aquifères cessèrent de les alimenter. L'ensemble des buffles d'eau d'Azraq moururent et les oiseaux migrateurs détournèrent leur route vers le lac de Tibériade.

## Azraq aujourd'hui

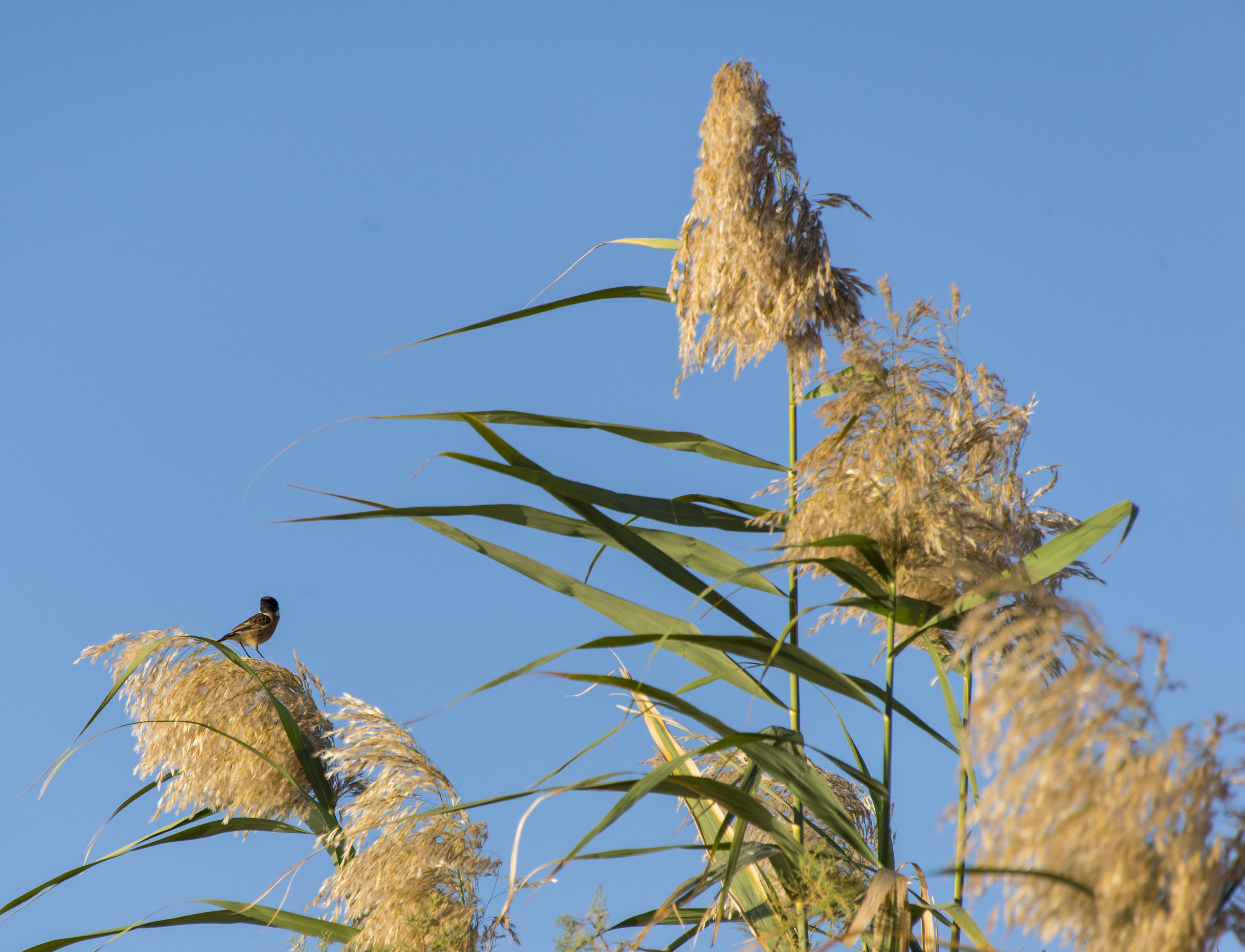
Un instant dans la réserve humide d'Azraq. Novembre 2017.

La zone humide d'Azraq est aujourd'hui victime d'un effondrement écologique. La RSCN continue de se battre pour sa préservation malgré une population croissante dont la demande en eau augmente. Les quelque 10 000 000 m³ d'eau fournis chaque année par le Ministère de l'eau pour maintenir la zone humide d'Azraq n'ont permis de lui redonner que 10 % de sa taille originelle. Plus de 500 puits illégaux continuent de prendre l'eau de la réserve d'Azraq. En 37 ans, le nombre d'oiseaux migrateurs s'est réduit de 347 000 le 2 février 1967 à 1 200 le 2 février 2000. Azraq fournit toujours l'eau pour un quart de la ville d'Amman 25 km² occupés par la zone humide sont aujourd'hui asséchés.

## Activités

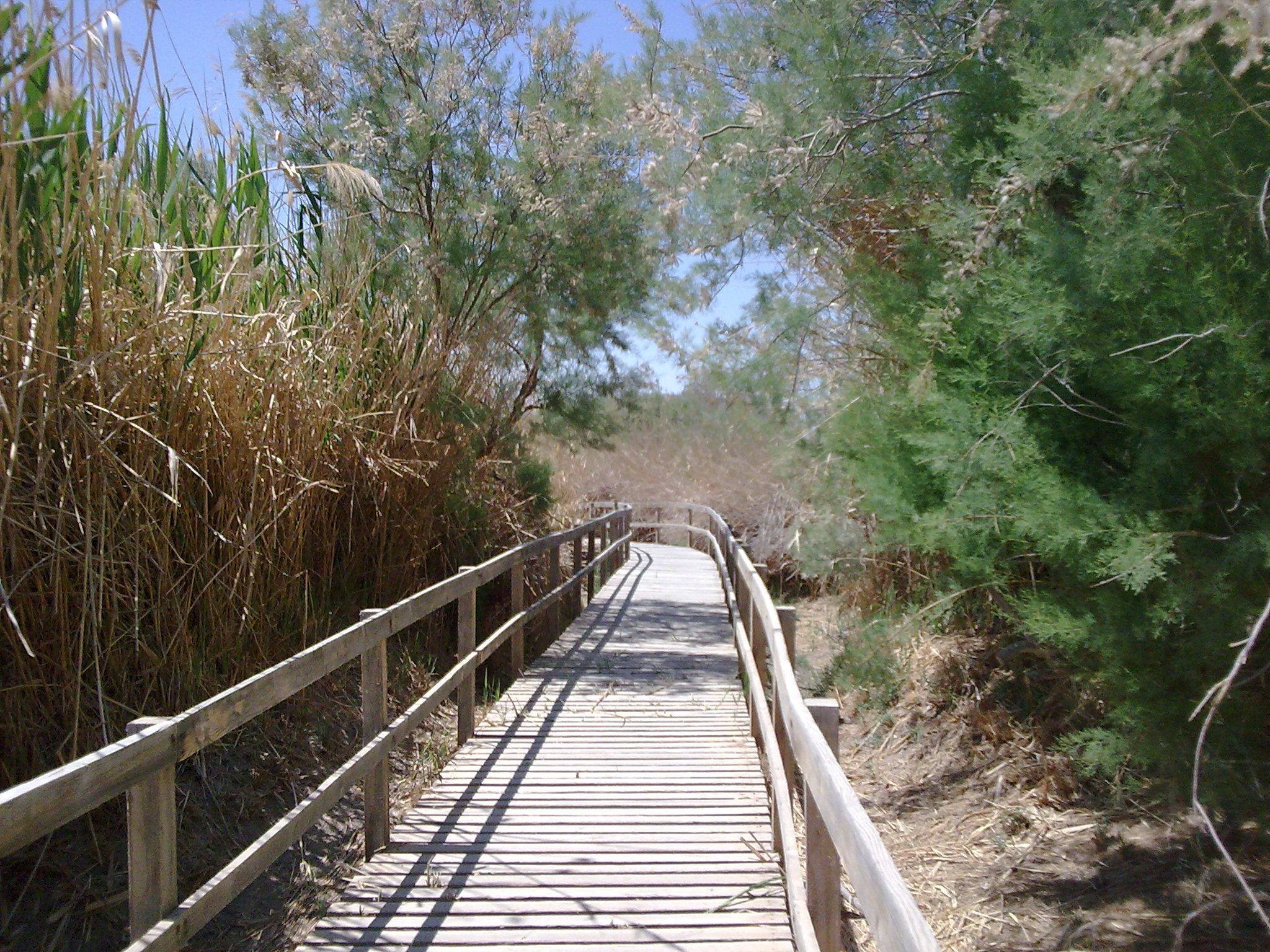
Chemin pour les visiteurs

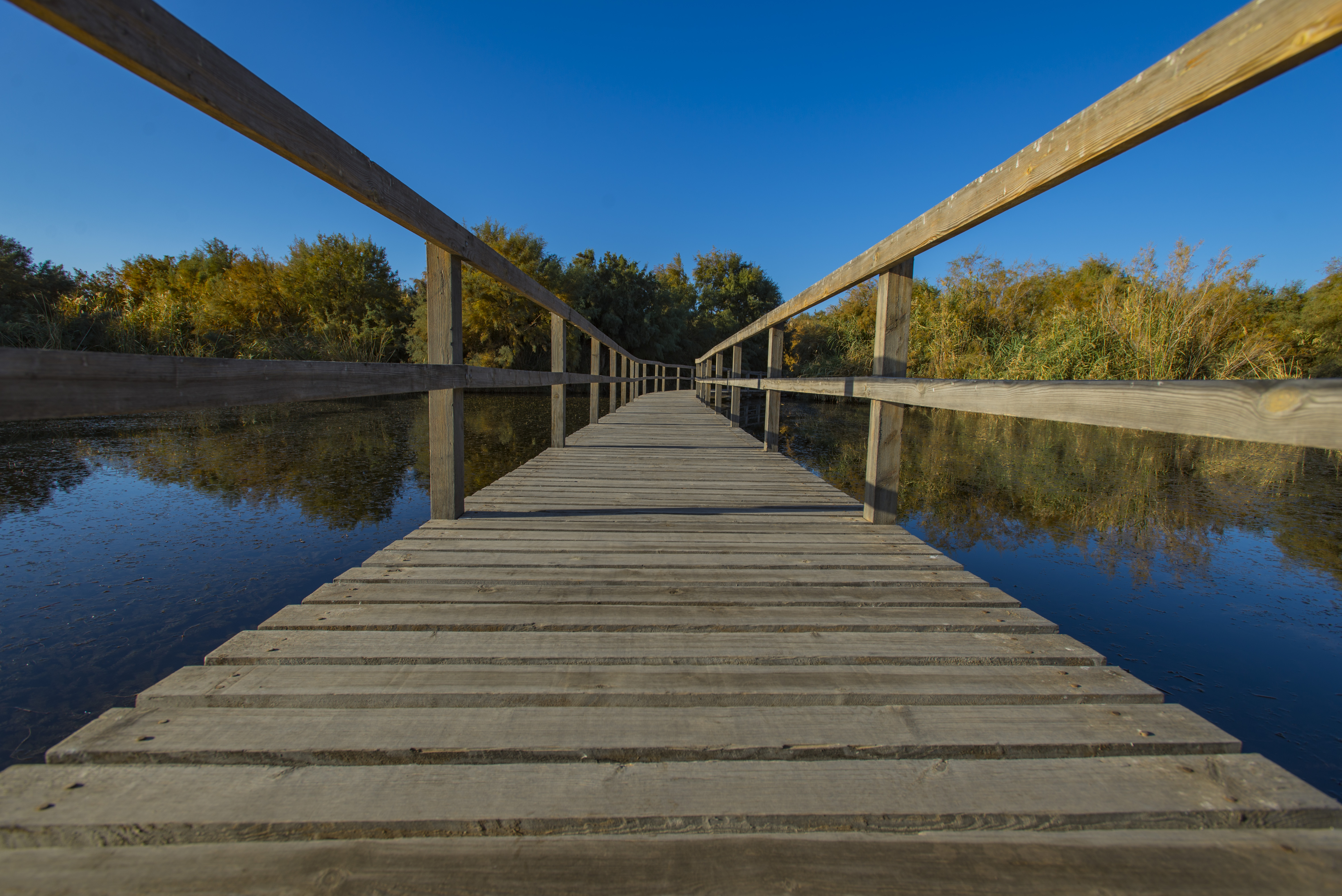
Autre chemin pour les visiteurs

Un chemin pour les visiteurs fait de passerelles permet de se déplacer dans la réserve sur approximativement 1,5 km². Des portions du chemin se trouve sur terre et passent à travers les roseaux.